# Сток, Симон
Си́мон Сто́к (англ. Simon Stock; 1165, Эйлсфорд, Англия — 16 мая 1265, Бордо, Франция) — святой Римско-католической церкви, генеральный приор Ордена Братьев Пресвятой Девы Марии Горы Кармил (OCarm).

## Биография
Симон Сток родился в 1165 году в Эйлсфорде, в Кенте в Англии в дворянской семье. Большая часть истории его жизни сохранилась в форме предания и легенд.
По преданию, с 12 лет он держал строгий пост и молитвенное правило к Пресвятой Деве Марии. В 20 лет покинул родительский дом и поселился в дупле старого дерева (вероятно, дуба), где подвизался согласно древнему правилу отшельников. Однако скоро ему пришлось оставить свой затвор, чтобы пройти обучение в Оксфорде и защитить степень доктора теологии, после чего он был сразу рукоположен в священники.
В это время в Эйлсфорде был основан первый монастырь кармелитов в Англии, в который он вступил, привлеченный их суровой аскезой.
В 1245 (1247) году на генеральном капитуле в Эйлсфорде его избрали VI генеральным приором ордена кармелитов. Реформировал Устав, что позволило Папе Иннокентию IV утвердить за кармелитами статус нищенствующего ордена и даровать им особое покровительство Святого Престола. Содействовал распространению ордена в Англии и континентальной Европе. При нем монастыри кармелитов появились в Кембридже (в 1248), Оксфорде (в 1253), Париже и Болонье (оба в 1260).
16 июля 1251 года Симон Сток сподобился видения Пресвятой Девы Марии, в котором Она обещала Своё покровительство ордену и подарила ему и всем кармелитам Скапулярий, ношение которого с особым правилом даровало много милостей душе христианина после кончины. Например, избавляло от мук в чистилище каждую субботу. Симон также является автором молитвы «Flos Carmeli», посвященной Богородице.
Скончался он 16 мая 1265 года во время посещения монастыря кармелитов в Бордо, во Франции.

## Почитание
Самая ранняя из сохранившихся служб в честь Симона Стока была составлена в Бордо во Франции, и датируется 1435 годом. Известно, что память святому с 1458 года отмечалась в Ирландии и Англии, а с 1564 года уже во всем ордене кармелитов.
Литургическая память ему совершается 16 мая. Она была упразднена после Второго Ватиканского Собора, но затем опять внесена в литургический календарь Католической церкви.
Мощи его покоятся в соборе в Бордо, во Франции. Частицы святых мощей находятся в Англии в Кенсингтоне (голень с 1860) и Эйлсфорде (часть черепа с 1950). Святой Симон Сток является покровителем провинции кармелитов в Англии.